# Das fehlende Fragment
Das fehlende Fragment (Originaltitel: The Chase) ist die 20. Folge der sechsten Staffel der US-amerikanischen Science-Fiction-Fernsehserie Raumschiff Enterprise – Das nächste Jahrhundert. Sie wurde in den Vereinigten Staaten über Syndication vermarktet und erstmals am 26. April 1993 auf verschiedenen Fernsehsendern ausgestrahlt. In Deutschland war sie zum ersten Mal am 14. Juni 1994 in einer synchronisierten Fassung auf Sat.1 zu sehen.

## Handlung
Im Jahr 2369 bei Sternzeit 46731.5 erforscht die Enterprise einen Nebel, als ein unerwarteter Besucher an Bord kommt: Professor Galen, bei dem Captain Picard vor vielen Jahren Archäologie studiert hatte. Galen überreicht Picard ein äußerst seltenes Geschenk: einen über 12.000 Jahre alten kurlanischen Naiskos. Galen, der Picard für einen seiner begabtesten Studenten hielt, will ihn hiermit dazu bewegen, ihn auf eine Expedition zu begleiten. Der Professor hält sich über deren genauen Zweck etwas bedeckt und offenbart nur, dass er eine äußerst bedeutende Entdeckung auf dem Gebiet der Mikropaläontologie gemacht hat. Da er nicht mehr der Jüngste ist, braucht er jemanden, der ihn bei der Suche nach weiteren Belegen unterstützt. Seine Reise soll aber durch die halbe Galaxie führen und könnte bis zu einem Jahr dauern. Dies ist mit Picards Verpflichtungen als Captain der Enterprise aber nicht vereinbar. Er würde Galen sehr gern begleiten, doch dafür müsste er sein Kommando dauerhaft abgeben und dazu ist er nicht bereit. Nach reiflicher Überlegung erteilt er Galen eine Absage, was diesen tief kränkt. Er bricht seinen Besuch vorzeitig ab und verlässt die Enterprise in seinem Shuttle.
Wenig später empfängt die Enterprise einen Notruf von eben jenem Shuttle, das von einem yridianischen Zerstörer angegriffen wird. Mit leichtem Phaser-Beschuss soll das yridianische Schiff abgedrängt werden, doch es wird überraschend zerstört. Professor Galen wird auf die Krankenstation der Enterprise gebeamt. Er wurde allerdings von den Angreifern schwer verletzt und Schiffsärztin Beverly Crusher kann nichts mehr für ihn tun. Galen entschuldigt sich bei Picard für seine zu harsche Reaktion auf dessen Absage, dann stirbt er.
Picard möchte nun wissen, warum Galen angegriffen wurde. Chefingenieur La Forge und der zweite Offizier Data finden heraus, dass die Yridianer offenbar an gesicherten Dateien auf Galens Bordcomputer interessiert waren. Diese bestehen ausschließlich aus Zahlenblöcken, deren Bedeutung zunächst ein Rätsel bleibt. Picard beschließt, Kurs auf Ruah IV zu setzen, den letzten Planeten, den Galen vor seinem Besuch auf der Enterprise angeflogen hatte. Auf Ruah IV gibt es Proto-Hominiden, doch keine Spur einer existierenden oder vergangenen Zivilisation. Ruah IV erweist sich als Sackgasse, doch Picard will so schnell nicht aufgeben und befiehlt den Weiterflug zum Planeten Indri VIII, der das nächste Ziel auf Galens Reiseroute gewesen wäre. Picard ist überzeugt, dass es zwischen beiden Planeten irgendeine Verbindung gibt. Als die Enterprise jedoch Indri VIII erreicht, muss die Mannschaft feststellen, dass ihnen bereits jemand zuvorgekommen ist und eine Plasma-Reaktion in der Atmosphäre verursacht hat, die in kurzer Zeit sämtliches Leben auf dem Planeten vernichtet.
Picard und Dr. Crusher finden heraus, dass Galens Zahlenblöcke DNA-Stränge von 19 verschiedenen Spezies darstellen. Zusammen bilden sie ein Muster, das La Forge als Teil eines künstlichen Algorithmus identifiziert. Die Schlussfolgerung aus dieser Erkenntnis lautet, dass vor über 4 Milliarden Jahren eine fortschrittliche Zivilisation eine Art Programm im Erbgut verschiedener Spezies in der ganzen Galaxie codiert haben muss. Der Algorithmus ist aber noch unvollständig und um sein Geheimnis zu lösen, sucht Picard nach weiteren Stationen auf Galens Reiseroute. Schließlich erinnert er sich an sein Geschenk – den kurlanischen Naiskos – und beschließt, die Umgebung des kurlanischen Sternensystems abzusuchen. Tatsächlich gibt es in der Nähe einen lebensfreundlichen Planeten namens Loren III. Doch als die Enterprise dort eintrifft, findet sie zwei cardassianische Kriegsschiffe vor, die sie an der Erkundung des Planeten hindern wollen. Überraschend taucht außerdem ein Schiff der Klingonen auf.
Um die Situation zu entspannen, lädt Picard die cardassianische Kommandantin Gul Ocett und den klingonischen Captain Nu’Daq zu einem Gespräch auf die Enterprise ein. Beide geben zu, dass sie ebenfalls der Spur von Galen gefolgt sind. Nu’Daq glaubt, dass das mysteriöse Programm den Schlüssel zu einer mächtigen Waffe beinhaltet. Da auch sie nur einen Teil der Daten besitzen, stimmen die beiden zögernd zu, dass alle ihre Daten untereinander austauschen. Das Programm wird dadurch erheblich erweitert, ist aber immer noch unvollständig. Dr. Crusher ist nun aber in der Lage, den Schiffscomputer extrapolieren zu lassen, wo sich die Planeten mit den noch fehlenden DNA-Strängen befinden. Während die Berechnung läuft, stellt La Forge fest, dass jemand versucht hat, die Verteidigungssysteme der Enterprise zu sabotieren, und er vermutet, dass es die Cardassianer waren. Picard trifft daher ein geheimes Abkommen mit Nu’Daq. Als die Berechnungen des Schiffscomputers beendet sind, werden Ocett manipulierte Daten übergeben. Nichtsahnend beamt sie sofort auf ihr Schiff und lässt das Feuer auf die Enterprise und das klingonische Schiff eröffnen. Die Enterprise täuscht eine schwere Beschädigung vor und die Cardassianer fliegen fort – allerdings in die falsche Richtung. Da Nu’Daqs Schiff tatsächlich beschädigt ist, bleibt er auf der Enterprise, die jetzt zum wirklichen Ziel fliegt, dem Planeten Vilmor II.
Picard, Dr. Crusher und Nu’Daq erkunden die Oberfläche, die aus einer kargen Landschaft besteht, in der nur einige Flechten wachsen. Sie treffen dort schnell auf Ocett und ihre Leute, die rasch gemerkt hatten, dass sie ausgetrickst worden waren. Während die Cardassianer das Außenteam bedrohen, taucht auf einmal eine Gruppe Romulaner auf, die die Erkundung des Planeten ebenfalls für sich allein beansprucht. Es bricht ein Streit unter den Anwesenden aus, den Dr. Crusher nutzt, um unbemerkt eine Probe von den Flechten zu nehmen. Mit deren DNA ist das Programm nun vollständig. Picard fügt alle Daten auf seinem Tricorder zusammen. Das Programm rekonfiguriert das Gerät selbstständig, um eine Projektion zu erzeugen. Der Streit verstummt augenblicklich, als die Kontrahenten das Abbild eines humanoiden Wesens erblicken. Das Wesen erklärt, es gehöre einer Spezies an, die vor Milliarden von Jahren gelebt habe. Damals hatten sie die Galaxie bereist und gehofft, andere intelligente Wesen zu finden. Doch sie mussten feststellen, dass sie allein sind. Sie verbreiteten daher ihren eigenen genetischen Code in den Urozeanen vieler Welten und hofften, dass sich dort eines Tages intelligentes Leben entwickeln würde. Das Wesen hofft außerdem, dass diese Botschaft von Vertretern unterschiedlicher Welten entdeckt worden sei, die in Frieden und Kameradschaft zusammenarbeiten.
Die Klingonen und Cardassianer sind enttäuscht, dass diese Offenbarung alles war, und sie sind angewidert von dem Gedanken, dass ihre beiden Völker einen gemeinsamen Ursprung haben sollen. Der romulanische Kommandant ist hingegen beeindruckt und drückt gegenüber Picard seine Hoffnung aus, dass die Feindschaft zwischen seinem Volk und der Menschheit vielleicht irgendwann überwunden werden kann.

## Verbindungen zu anderen Star-Trek-Produktionen
Einige Elemente aus dieser Folge wurden in späteren Star-Trek-Produktionen wieder aufgegriffen:
- Im Spielfilm Star Trek: Treffen der Generationen von 1994 kommt der kurlanische Naiskos, den Picard von Galen erhalten hat, noch einmal vor.
- In Folge 2.02 (Kayshon, seine Augen offen) der animierten Serie Star Trek: Lower Decks aus dem Jahr 2021 ist erneut ein kurlanischer Naiskos zu sehen.
- In der fünften Staffel von Star Trek: Discovery aus dem Jahr 2024 werden die Progenitoren wieder aufgegriffen. Die Suche nach ihrer Technologie zur Erschaffung des Lebens in der Milchstraße bildet das zentrale Handlungselement dieser Staffel.

## Produktion

### Drehbuch
Ronald D. Moore und Joe Menosky hatten die Absicht, eine Erklärung dafür zu liefern, warum alle intelligenten außerirdischen Spezies im Star-Trek-Universum relativ menschenähnlich aussehen. Die beiden brauchten mehr als ein Jahr, um aus dieser Grundidee eine fertige Geschichte zu entwickeln. Die Suche nach versteckten Verbindungen in verschiedenen DNA-Sequenzen in der finalen Fassung ist von Carl Sagans Roman Contact inspiriert, in dem eine versteckte Botschaft in der Zahl Pi auf die Natur des Universums hinweist. Moore beabsichtigte auch einen Verweis auf die Originalserie Raumschiff Enterprise, indem die Progenitoren mit den Bewahrern aus der Folge Der Obelisk identisch sein sollten. Er entschied sich aber dagegen, diese Verbindung in der Folge direkt zu thematisieren.
In der finalen Schnittfassung der Folge fehlt eine Erklärung für die unerwartete Explosion des yridianischen Raumschiffs. Im Drehbuch wird diese Erklärung allerdings von Data geliefert.

### Darsteller
Salome Jens, die Darstellerin der Progenitorin, spielte ab der dritten Staffel der Serie Star Trek: Deep Space Nine die wiederkehrende Nebenrolle der Gründerin.
John Cothran, Jr., Darsteller von Nu’Daq, spielte auch Telok in Folge 2.23 (Die andere Seite) von Star Trek: Deep Space Nine und Gralik Durr in Folge 3.07 (Die Ladung) von Star Trek: Enterprise.
Norman Lloyd, der Darsteller von Professor Galen, starb 2021 mit 106 Jahren. Er ist damit gemessen am erreichten Lebensalter der älteste Schauspieler, der in einer Star-Trek-Produktion mitgewirkt hat.

### Modelle
Für das yridianische Raumschiff wurde von Rick Sternbach ein neues Modell angefertigt. Das Schiff wird hier als Zerstörer bezeichnet. In Folge 7.21 (Ritus des Aufsteigens) wurde das Modell in unveränderter Form wiederverwendet, um ein yridianisches Frachtschiff darzustellen.

## Rezeption
Keith DeCandido bewertete Das fehlende Fragment 2012 auf tor.com als eine leicht unterdurchschnittliche Folge von Raumschiff Enterprise – Das nächste Jahrhundert. Er fand es verwunderlich, dass die Folge als Erklärung für ein vermeintliches Problem gedacht war, das eigentlich keine Erklärung benötigt. Denn da die Schauspieler nun einmal alle Menschen seien, würden in Star Trek und anderen Science-Fiction-Produktionen die allermeisten Außerirdischen zwangsläufig zumindest vage menschlich aussehen. Positiv hob DeCandido die Schauspielleistung der Gastdarsteller hervor. Ihm gefiel auch die Botschaft, die die Folge vermitteln soll und die ganz im Sinne von Star-Trek-Schöpfer Gene Roddenberry sei. DeCandido bemängelte aber, dass die Schnitzeljagd nach den verschiedenen Proteinsequenzen und andere Handlungselemente zu wenig Sinn ergeben.

## Parodien und Anspielungen
1996/97 wurde die Folge in Rahmen des Fandub-Projekts Sinnlos im Weltraum parodistisch neu auf Deutsch synchronisiert.